# Diluvio universale (album)
Diluvio universale è il tredicesimo album degli Stadio, pubblicato su CD da EMI Music Italy e Capitol Records (catalogo 50999 696504 2 0) il 20 marzo 2009 e reso disponibile per il download in formato digitale lo stesso giorno.
Raggiunge la posizione numero 6 nella classifica italiana.
Alla pubblicazione dell'album è seguito il Diluvio universale tour, iniziato ufficialmente il 23 marzo del 2009 e terminato a fine aprile 2010, che, in alcune tappe, ha visto la presenza della cantante Noemi nei duetti con Curreri.

## I brani
- Cortili lontani
Duetto con Saverio Grandi, da anni paroliere e produttore del gruppo.
- Resta come sei
Collaborazione con il cantautore romano Fabrizio Moro, che canta e scrive il testo.
- Un pensiero per te
È stato eseguito anche nella decima edizione del concerto benefico Una voce per Padre Pio, trasmesso in diretta televisiva da Rai 1 il 26 giugno 2009.

## Tracce
Gli autori del testo precedono i compositori della musica da cui sono separati con un trattino. Nessun trattino significa contemporaneamente autori e compositori.
1. Diluvio universale – 4:38 (Vasco Rossi, Alessandro Magri, Saverio Grandi, Gaetano Curreri)
2. Gioia e dolore – 4:34 (testo: Saverio Grandi – musica: Saverio Grandi, Gaetano Curreri)
3. Perdiamoci – 4:05 (testo: Saverio Grandi – musica: Saverio Grandi, Gaetano Curreri)
4. Un pensiero per te – 4:01 (testo: Hans Francken, Saverio Grandi – musica: Hans Francken, Saverio Grandi, Gaetano Curreri)
5. Cortili lontani (feat. Saverio Grandi) – 6:22 (testo: Saverio Grandi – musica: Saverio Grandi, Gaetano Curreri)
6. Come pioggia in mare – 3:48 (testo: Giacomo Esposito, Saverio Grandi – musica: Andrea Fornili)
7. Benvenuti a Babilonia – 4:34 (testo: Elena Moriggia, Saverio Grandi – musica: Roberto Drovandi, Gaetano Curreri)
8. Autunno – 3:42 (testo: Saverio Grandi – musica: Saverio Grandi, Gaetano Curreri)
9. Non si accorgerà – 4:10 (testo: Alberto Pioppi, Saverio Grandi – musica: Saverio Grandi, Gaetano Curreri)
10. In questo vortice – 4:58 (testo: Alberto Pioppi, Saverio Grandi – musica: Andrea Fornili)
11. Resta come sei (feat. Fabrizio Moro) – 5:23 (testo: Fabrizio Mobrici, Saverio Grandi – musica: Saverio Grandi, Gaetano Curreri)
12. La mia canzone per te – 4:53 (testo: Saverio Grandi – musica: Saverio Grandi, Gaetano Curreri)

## Formazione
Gruppo
- Gaetano Curreri – voce, cori
- Andrea Fornili – chitarra, tastiera, programmazione, arrangiamento (tracce 6, 7 e 10)
- Roberto Drovandi – basso, co-arrangiamento (traccia 10)
- Giovanni Pezzoli – batteria

Altri musicisti
- Alessandro Magri – arrangiamento (traccia 1), pianoforte, tastiera, programmazione
- Saverio Grandi – arrangiamento (tracce 2, 5, 8, 11 e 12), chitarra, pianoforte, tastiera, programmazione, voce (traccia 5)
- Nicolò Fragile – arrangiamento (tracce 3, 4 e 9), pianoforte, tastiera, programmazione, cori
- Fabrizio Foschini – tastiera, pianoforte
- Giorgio Secco – chitarra acustica
- Maurizio Piancastelli – tromba, flicorno
- Neo Garfan – cori